# Jurij Żurawski
Jurij Żurawski (ukr. Юрій Журавський, ur. 10 kwietnia 1974 w Kijowie) – ukraiński bobsleista, olimpijczyk.
Wystąpił w czwórkach na Zimowych Igrzyskach Olimpijskich 2002. Razem z załogą zająył 22. miejsce (załoga: Ołeh Poływacz, Bohdan Zamostianyk, Ołeksandr Iwanyszyn, Jurij Żurawski).